# Iophosa nigra
Iophosa nigra är en insektsart som beskrevs av Victor Lallemand och Synave 1953. Iophosa nigra ingår i släktet Iophosa och familjen spottstritar. Inga underarter finns listade i Catalogue of Life.